# Имен Ес
Имен Ес (на френски: Imen Es) е френска певица от марокански произход.

## Детство
Дъщеря на марокански имигранти от Мекнес, Имен Ес израства в Севран. Запалвайки се по футбола, тя започва да пее на 8-годишна възраст.

## Кариера
Певицата е забелязана от рапъра Абу Дебеинг, след като публикува свои видеоклипове в социалните мрежи. Впоследствие той става неин продуцент. Първият ѝ сингъл е песента „Attentat“.
Първият албум на певицата „Nos vies“ излиза на 14 февруари 2020 г., съдържа 20 песни и включва шест дуета с Даджу, Алонзо, Маруа Лауд, Абу Дебеинг, Жул и Франглиш.
През 2020 година излиза дуетната ѝ песен с Амел Бент „Jusqu'au bout“. Двете изпълняват песента на „La Chanson de l'année“ 2020. На 18 септември албумът „Nos Vies“ е преиздаден и включва дуети с Жим и Зао. Достига платинен статус след няколко месеца.
През 2021 г. излиза сингълът „Essaie encore“. Вторият ѝ албум „ES“ се появява на бял свят на 3 декември същата година. Вторият сингъл от „ES“ e „Fantome“.

## Личен живот
На 8 май 2021 г. се ражда първото ѝ дете, син на име Джибрил.

## Дискография
- Nos vies (2020)
- ЕS (2021)